# 盛岡市立中津川小学校
盛岡市立中津川小学校（もりおかしりつ なかつがわしょうがっこう）は、岩手県盛岡市新庄にあった公立小学校。

## 概要
1957年に開校し、1973年に閉校した小学校である。児童の家族は、主に林業や近接する浅岸駅（2016年廃止）に従事していた。閉校後、木造平屋建ての校舎などは中津川地区振興センターとして活用されていたが、盛岡市公共施設保有最適化・長寿命化中期計画に基づき2019年4月をもって廃止された。2020年には施設一帯が解体され、更地となった。
校歌は、開校3年後の1960年に制定された。作詞は中村孝一、作曲は飯岡和夫。歌は2番まであり、学校のある中津川地区の風土に関する内容となっている。1番は山について歌われ、2番はその谷間を流れる中津川について歌われている。各番ともに最後の2フレーズは共通であり、校名でもある「中津川」で締めくくる。制定後は、学校内のみならず地区の行事でも歌われ、地区の歌として親しまれた。

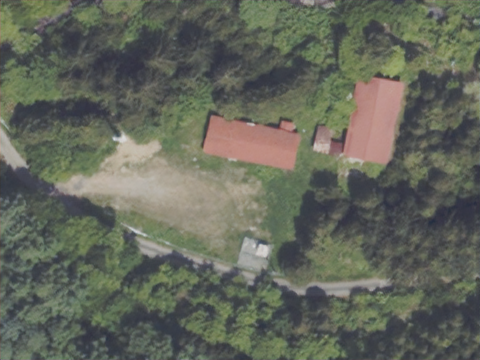
解体直前の空中写真（2020年）

## 沿革
- 1957年（昭和32年）4月1日 - 盛岡市立中津川小学校として開校[6][1]。
- 1960年（昭和35年） - 校歌を制定[5]。
- 1970年（昭和45年）5月1日 - 準へき地校に指定[7]。
- 1972年（昭和47年）
  - 5月1日 - へき地等級が2級に昇級[7]。
  - 12月 - 市議会にて廃止が可決[6][8]。
- 1973年（昭和48年）
  - 3月25日 - 閉校式を開催[9]。
  - 3月31日 - 閉校[9]。仁王小学校（盛岡市本町通）へ統合される[10][5]。
- 建物を中津川地区振興センターに転用[5]。
- 2019年（平成31年）4月1日 - 中津川地区振興センターが廃止[2][11]。
- 2020年（令和2年） - 施設一帯を解体[3][4]。

## 児童・学級数
開校から閉校までの児童数と学級数の推移。
数値は、1957年度は文化研究社発行の『全国学校名鑑』、その他は岩手県教育委員会発行の『学校一覧』による。原則として各年度の5月1日時点の数値であるが、1957年度に限り、翌1958年1月時点のもの。
| 年度               | 児童数 | 増減 | 学級数 | 出典   |
| ------------------ | ------ | ---- | ------ | ------ |
| 1957（昭和32）年度 | 37     |      | 2      | [ 12 ] |
| 1958（昭和33）年度 | 38     | 1    | 2      | [ 13 ] |
| 1959（昭和34）年度 | 41     | 3    | 2      | [ 14 ] |
| 1960（昭和35）年度 | 47     | 6    | 2      | [ 15 ] |
| 1961（昭和36）年度 | 48     | 1    | 2      | [ 16 ] |
| 1962（昭和37）年度 | 49     | 1    | 2      | [ 17 ] |
| 1963（昭和38）年度 | 44     | －5  | 2      | [ 18 ] |
| 1964（昭和39）年度 | 43     | －1  | 2      | [ 19 ] |
| 1965（昭和40）年度 | 41     | －2  | 2      | [ 20 ] |
| 1966（昭和41）年度 | 40     | －1  | 2      | [ 21 ] |
| 1967（昭和42）年度 | 36     | －4  | 2      | [ 22 ] |
| 1968（昭和43）年度 | 31     | －5  | 2      | [ 23 ] |
| 1969（昭和44）年度 | 25     | －6  | 2      | [ 24 ] |
| 1970（昭和45）年度 | 21     | －4  | 2      | [ 25 ] |
| 1971（昭和46）年度 | 19     | －2  | 2      | [ 26 ] |
| 1972（昭和47）年度 | 14     | －5  | 2      | [ 27 ] |

1957年度に37人であった児童数は、その後緩やかな増加を遂げ、1962年に49人でピークを迎えた。翌1963年度からは減少に転じ、1967年度に40人、1969年度には30人を割り、1971年度には遂に20人を割るなど歯止めがかからず、閉校する1972年度には14人となった。

## アクセス
2015年まではJR山田線 浅岸駅を利用してのアクセスも可能であった。

### 自動車
- 道の駅区界高原（宮古市区界）から国道106号と市道経由で約46分
- 国道455号と県道204号のT字路交差点（盛岡市薮川字大の平、大野平バス停留所前）から県道204号と市道経由で約48分

## 周辺
- 浅岸駅跡